# Fort Fetterman

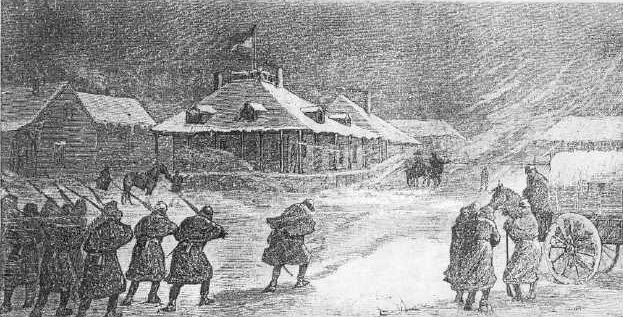
General Crook ankommer till Fort Fetterman efter slaget vid Powder River. Illustration ur Leslie's Illustrated News, 1876.

Fort Fetterman var ett historiskt fort, uppfört 1867 av USA:s armé i det dåvarande Dakotaterritoriet. Platsen ligger på en höjd på södra sidan av North Platte River, strax uppströms om den lilla orten Orpha, Wyoming och omkring 17 kilometer nordväst om staden Douglas i Converse County, Wyoming. Fortet döptes till minne av kaptenen William J. Fetterman, som stupat 1866 i Fettermanmassakern. 
Fort Fetterman var utgångspunkt för flera större arméexpeditioner mot de ursprungsamerikanska stammarna i regionen under 1870-talet. Vid fortets anläggande flyttades garnisonen från Fort Caspar vid nuvarande Casper till Fort Fetterman, och Fort Caspar övergavs. Genom freden i Fort Laramie 1868, som avslutade Red Cloud-kriget, gick den amerikanska armén med på att överge alla fort norr om North Platte River: Fort Reno, Fort Phil Kearny, och Fort C.F. Smith. Fort Fetterman blev därför den nordligaste arméutposten i Wyoming. Genom sitt läge vid en större nybyggarrutt västerut, Bozeman Trail, kunde det skydda pionjärerna. 
Fort Fetterman sågs som en avlägsen och oattraktiv postering, då förnödenheter måste transporteras lång väg från Fort Laramie eller stationen i Medicine Bow, och odling i närområdet visade sig svår, så att brist på färska grönsaker rådde.
Garnisonen övergavs 1882, då indiankrigen avslutats. Under de första åren efter att fortet övergavs uppstod en mindre civil bosättning på platsen, Fetterman City, men när staden Douglas grundades i närheten 1886 övergavs bosättningen och fortet förföll. 
I modern tid har ett par av fortets historiska byggnader renoverats, och platsen är idag ett nationellt historiskt minnesmärke, med ett museum som behandlar fortets historia.